# Musée des Tombes royales d'Aigai
Le musée des Tombes royales d'Aigai, en grec moderne : Μουσείο Βασιλικών Τάφων Αιγών / Mousío Vasilikón Táfon Egón, est situé à Vergína, en Macédoine-Centrale, en Grèce, à 75 km à l'ouest de Thessalonique. Il est centré sur les tombes royales construites par l'ancien royaume de Macédoine à Aigai. Le musée souterrain contenant le groupe de tombes de Philippe II de Macédoine commence sa construction en 1993 et est inauguré en 1997. Les expositions sont présentées dans quatre zones interconnectées, dont le palais, le groupe de tombes royales de la dynastie des Téménides (groupe de tombes "C"), le groupe de tombes de Philippe II et une porte d'entrée avec une exposition en plein air des sculptures trouvées dans les sanctuaires de la ville.
Les collections conservées dans le musée sont les objets funéraires récupérés lors d'une série de fouilles archéologiques débutant en 1861 et se poursuivant jusqu'à aujourd'hui.
Depuis 1996, le site archéologique d'Aigai est inscrit au patrimoine mondial de l'UNESCO.

## Archéologie
Les archéologues se sont intéressés aux tumulus autour de Vergína dès l'année 1855, supposant que le site d'Aigai se trouvait dans les environs. Cependant, seules des tombes vides sont trouvées. Les fouilles reprennent en 1861, sous la direction de l'archéologue français Léon Heuzey, parrainé par Napoléon III. Des parties d'un grand bâtiment considéré comme l'un des palais d'Antigone III Doson (263-221 av. J.-C.), en partie détruit par un incendie, sont découvertes près de Palatítsia, qui conserve le souvenir d'un palais de son nom moderne. Les fouilleurs suggèrent qu'il s'agissait du site de l'ancienne ville de Válla (el), une opinion qui a prévalu jusqu'en 1976. Cependant, les fouilles ont dû être abandonnées en raison d'un risque de paludisme.

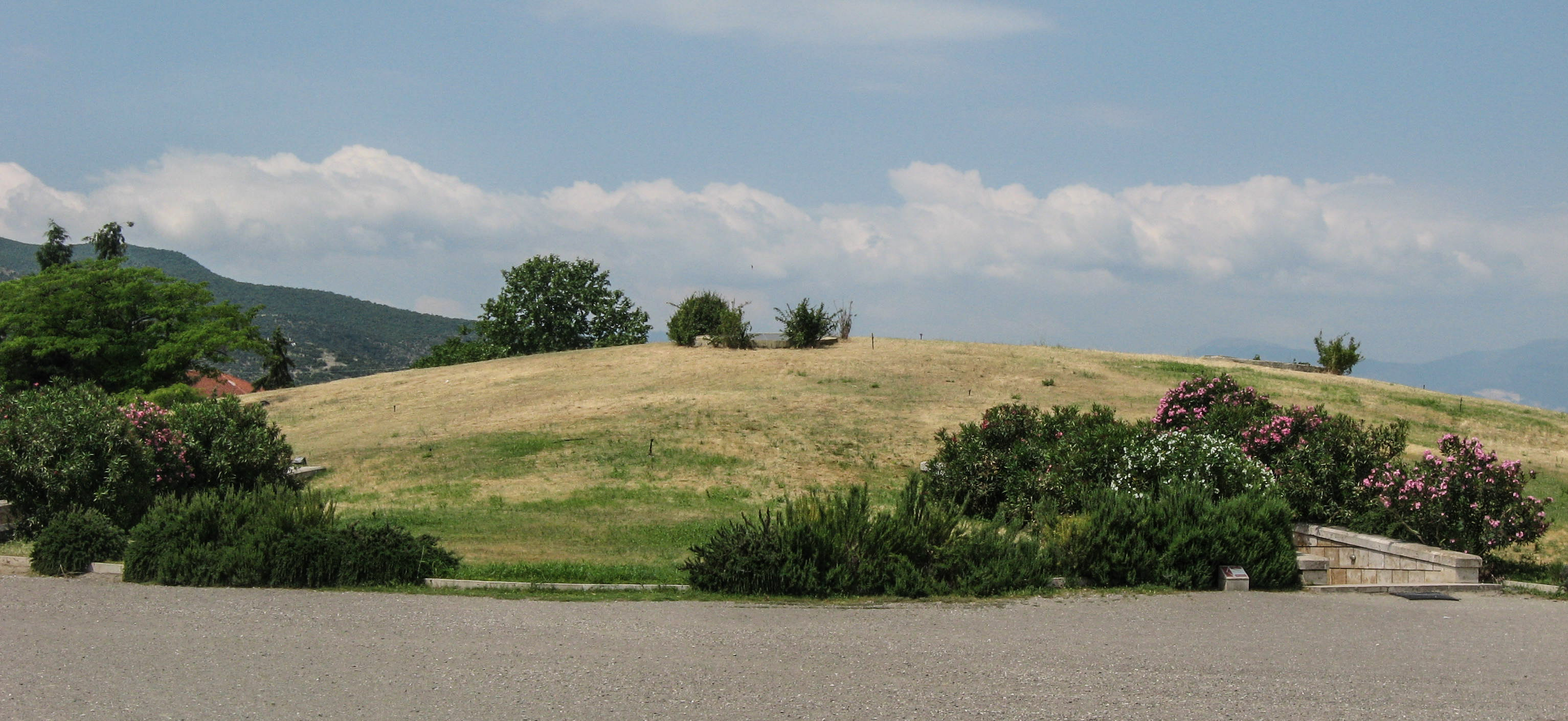
Tumulus contenant les tombes de Philippe II de Macédoine (père d'Alexandre le Grand) et d'Alexandre IV de Macédoine (fils d'Alexandre le Grand et de Roxane).

La première tombe royale est découverte par Konstantínos Rhomaíos, professeur d'archéologie à l'université Aristote de Thessalonique, qui la met au jour alors qu'il travaille dans les vestiges du palais, entre 1937 et 1940. Une grande partie du palais avait été récupérée comme matériaux de construction par des réfugiés grecs, qui avaient été réinstallés en Anatolie turque après la guerre gréco-turque (1919-1922). Ils construisent une nouvelle colonie sur le site, qu'ils baptisent Vergína, du nom d'une reine légendaire, en 1922. Mais les fouilles sont abandonnées lorsque la guerre avec l'Italie éclate en 1940. La Seconde Guerre mondiale est suivie par la guerre civile grecque (1946-1949).

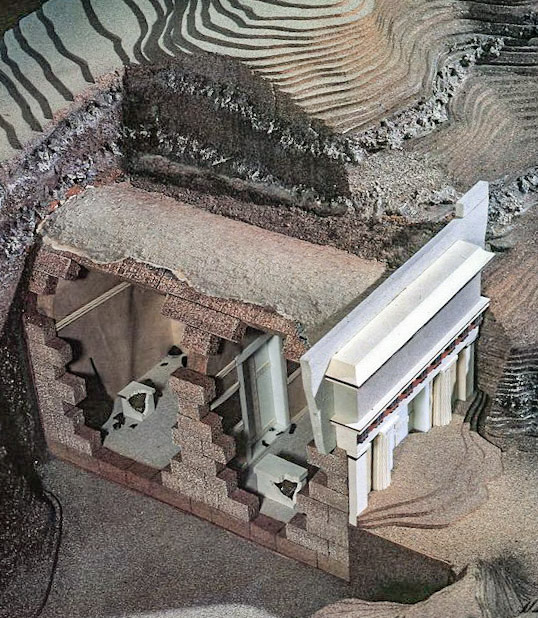
Maquette de la tombe de Philippe II.

En 1949, les fouilles sont reprises par Manólis Andrónikos, qui termine les fouilles du palais en 1970, puis se tourne vers le Grand Tumulus, dont il est convaincu qu'il s'agit d'un tumulus dissimulant les tombes des rois macédoniens (en). C'est là qu'en 1977, Andrónikos met au jour quatre tombes enterrées, dont deux sont intactes, n'ayant jamais été dérangées. Andrónikos les identifie comme étant les tombes de Philippe II, père d'Alexandre le Grand (tombe II) et d'Alexandre IV de Macédoine, fils d'Alexandre le Grand et de Roxane (tombe III).
En 1987 est découvert un ensemble de sépultures comprenant la tombe de la reine Eurydice. Entre 1991 et 2009, plus de 1 000 tombes sont fouillées, ainsi que des quartiers de la ville, des fermes, des cimetières, des rues, des sanctuaires et des parties de la fortification de la ville. Un ensemble de sépultures royales des Téménides, une ancienne maison royale macédonienne (en) de provenance grecque dorienne, est également révélé. Puis en mars 2014, cinq autres tombes royales dont on pense qu'elles pourraient appartenir à Alexandre Ier de Macédoine et à sa famille ou à la famille de Cassandre sont découvertes.

## Espaces d'exposition
Le palais, une structure trois fois plus grande que le Parthénon avec une superficie de 21 336 m2, aurait été construit par l'architecte Pythéos de Priène, connu pour sa contribution à la construction du Mausolée d'Halicarnasse. Près de 30 grandes colonnes qui entouraient le péristyle principal du palais ont été reconstituées, certaines atteignant une hauteur de 7,62 m. La frise de la partie sud du péristyle a également été reconstruite. Plus de 1 524 m2 de mosaïques représentant diverses scènes, dont l'enlèvement d'Europe et des motifs naturels, ont été soigneusement conservés. Le renforcement des murs de fortification doit être achevé pour 2022. La conception du bâtiment suit le prototype mathématique et philosophique basé sur le nombre d'or. Celui-ci incarne à la fois le triplet pythagoricien et l'idée de Platon sur la construction de « l'âme du monde » formulée dans le Timée.

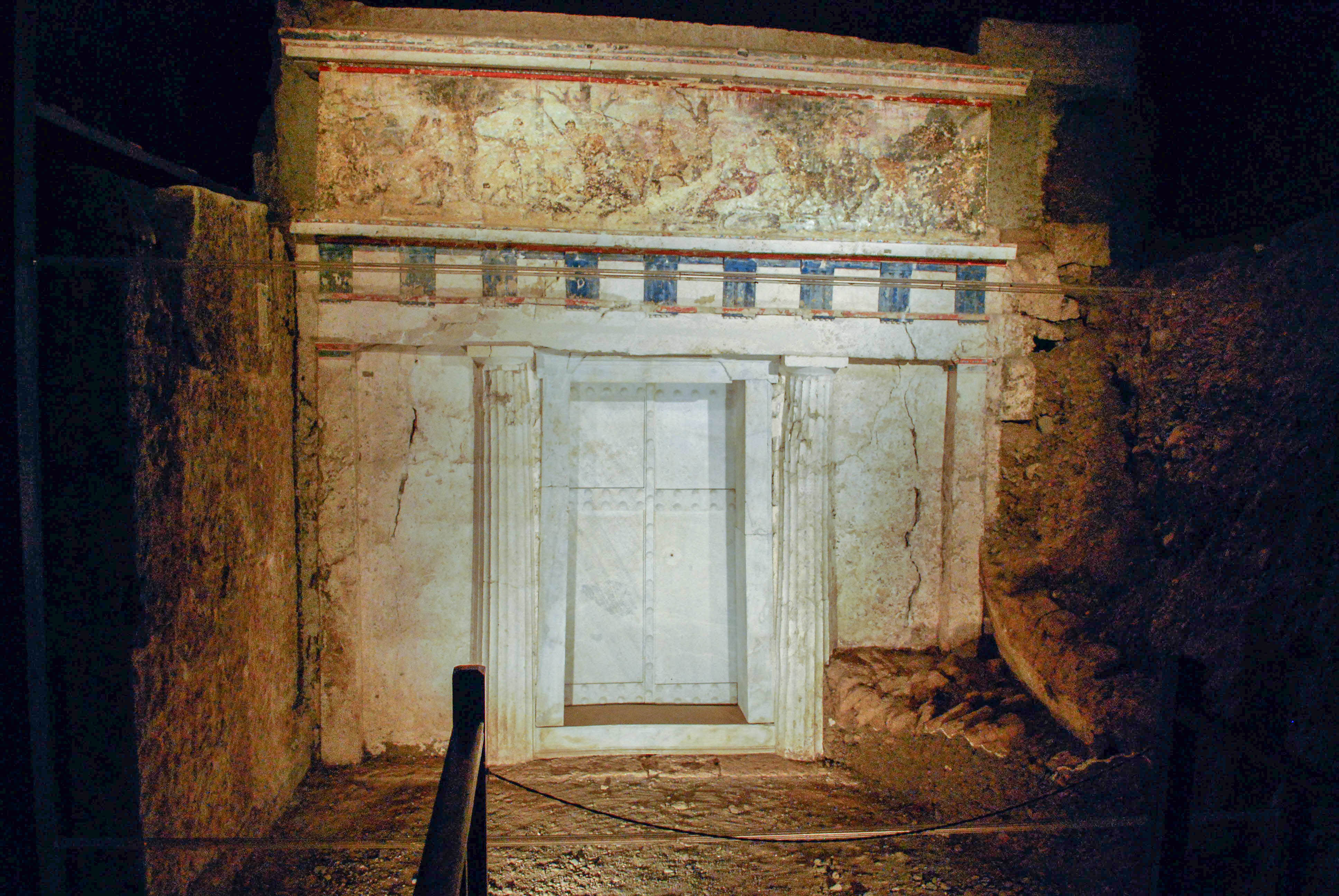
Entrée de la tombe de Philippe II, roi de Macédoine.
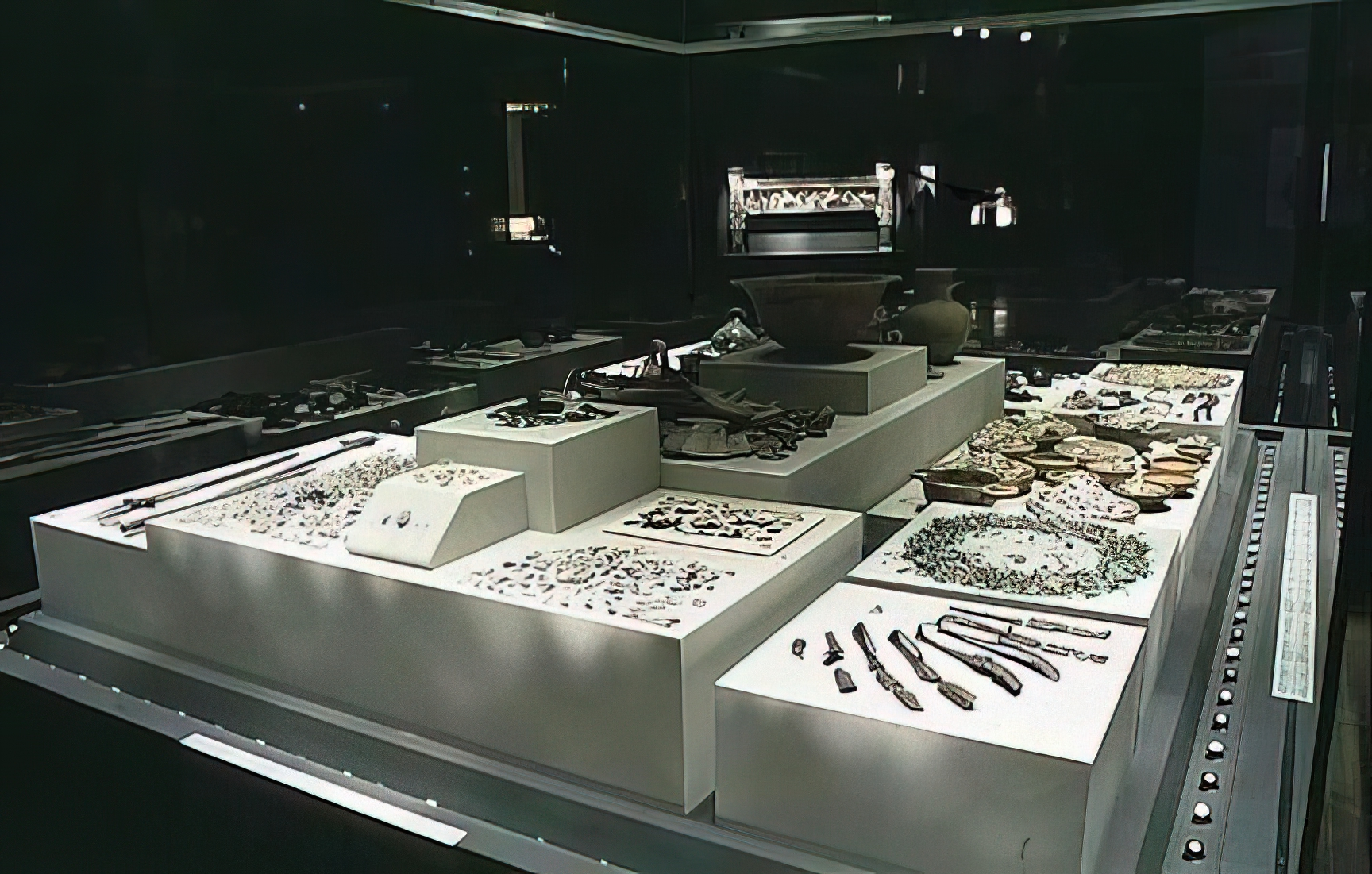
Contenu de la tombe et ossements de Philippe II.
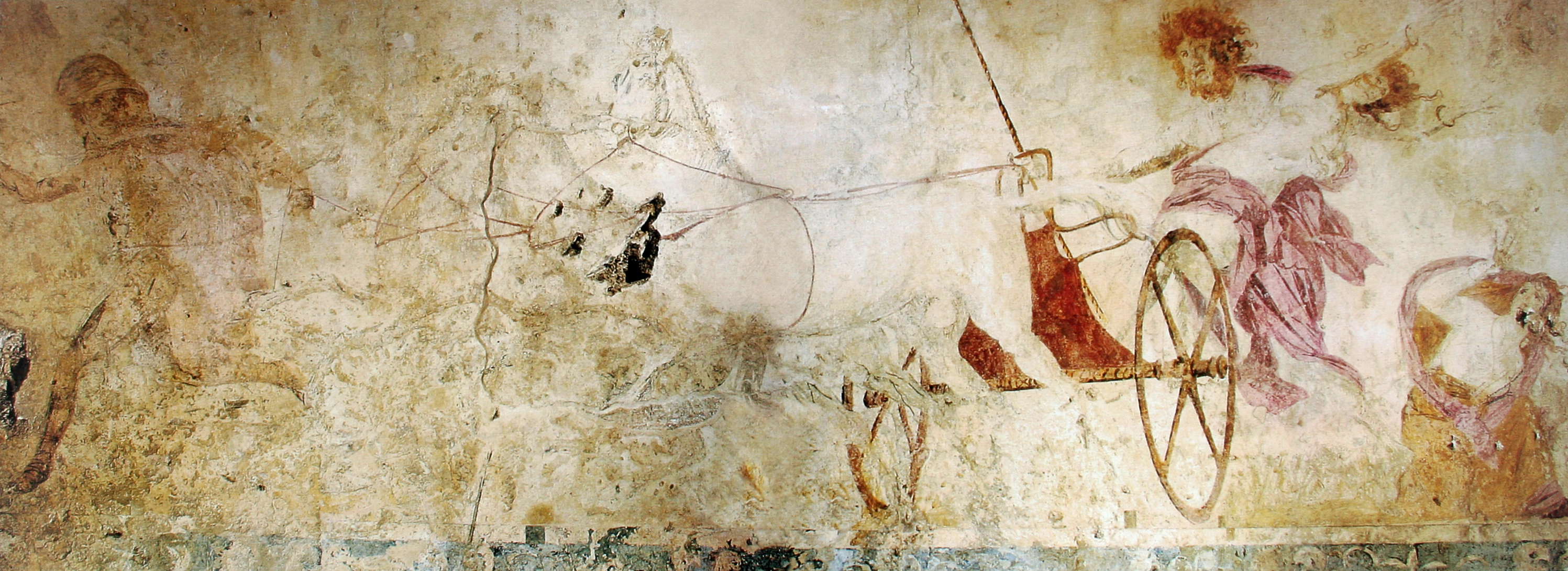
Fresque funéraire représentant Hadès enlevant Perséphone.

À la limite sud-ouest du cimetière des tumulus, à côté de l'ancienne mairie de Vergína et sur la route menant au Palais, des travaux sont en cours pour la modification et la mise en valeur de l'ensemble funéraire royal de la dynastie des Téménides. Cet ensemble funéraire se compose de trois tombes macédoniennes, de deux tombes hypostyles et d'une série de tombes cistes monumentales datées d'une période allant de la première moitié du VIe siècle av. J.-C. au début du IIIe siècle av. J.-C. Le groupe de quatre tombes connu sous le nom de groupe de tombes de Philippe II contient les sépultures de Philippe II, de sa sixième épouse, la reine Méda d'Odessos (en), à l'origine une princesse thrace, d'Alexandre IV, fils d'Alexandre le Grand et de Roxana, et d'un autre membre distinctif de la famille qui serait Nicesipolis (parfois orthographié Nikesipolis), l'épouse thessalienne de Philippe.

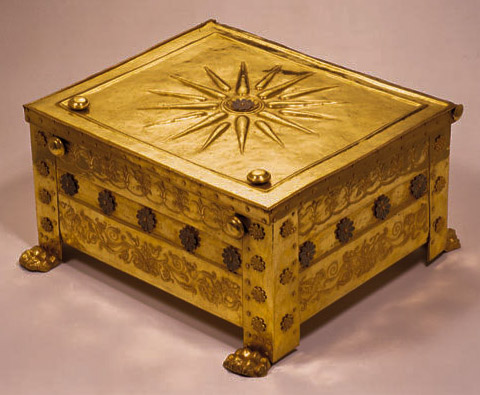
Larnax de Philippe II avec le soleil de Vergina.
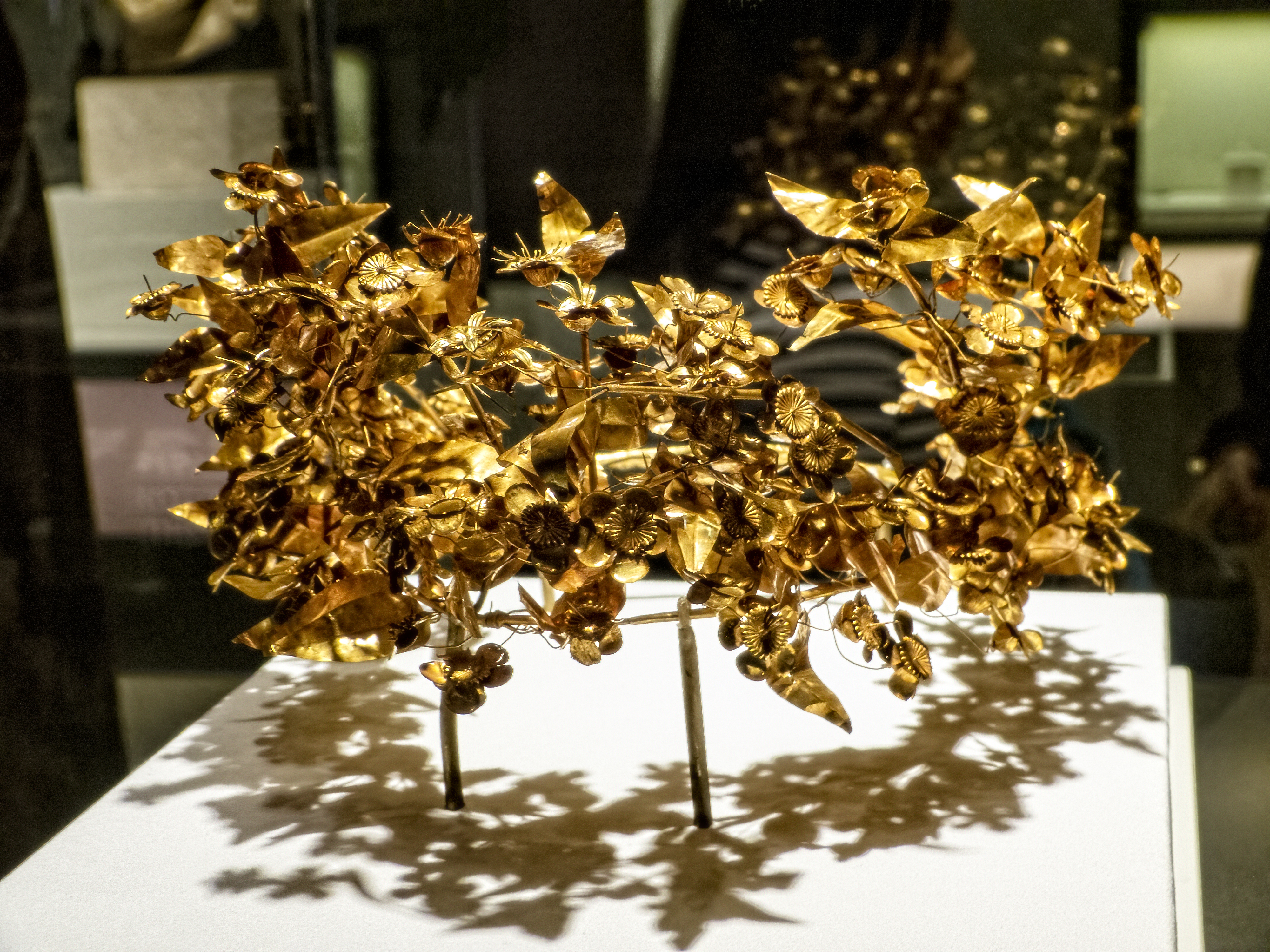
Couronne funéraire en or de la reine Méda, sixième épouse de Philippe II
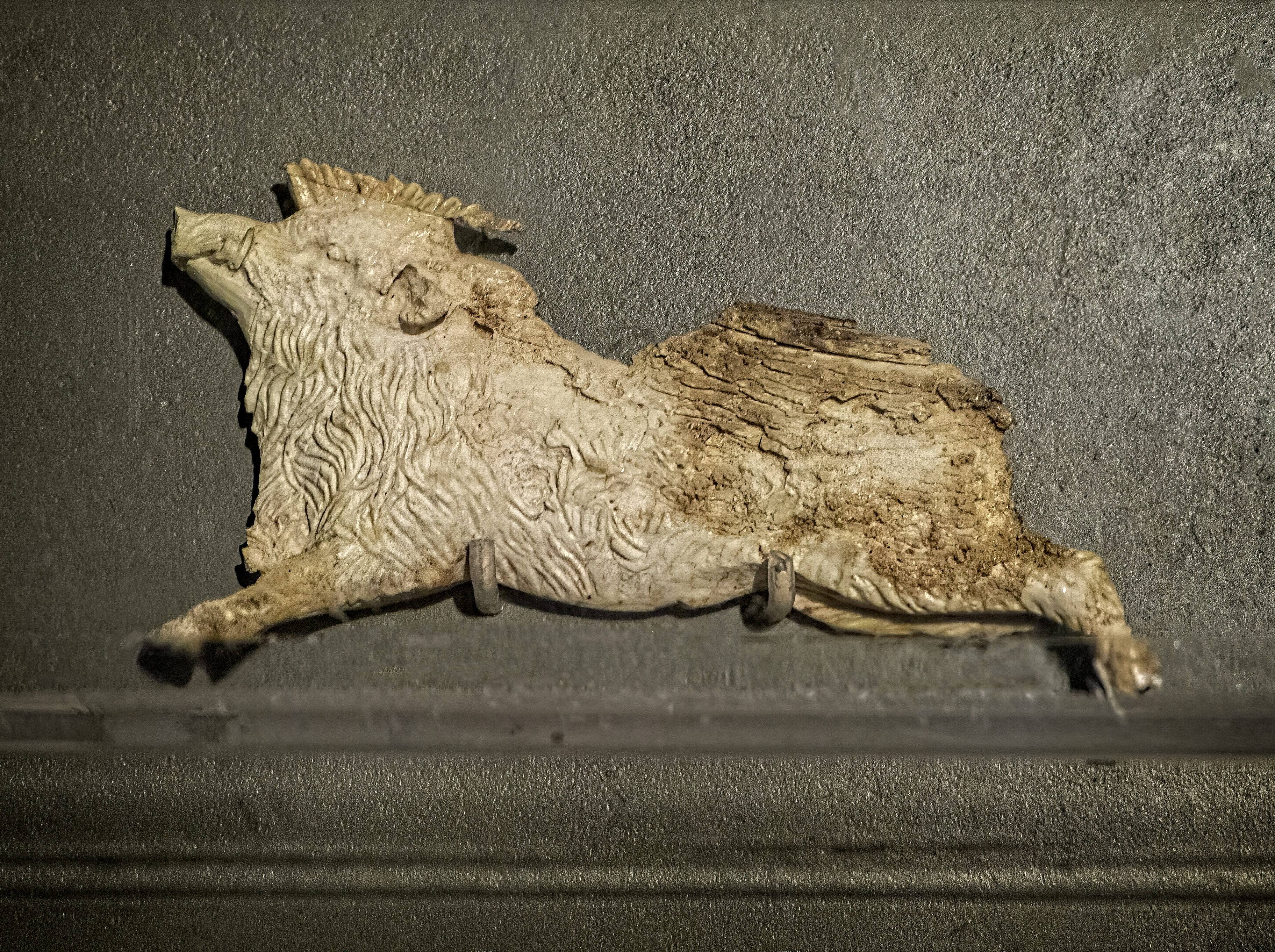
Plaque en ivoire représentant un sanglier provenant du repose-pieds du lit funéraire de Philippe II
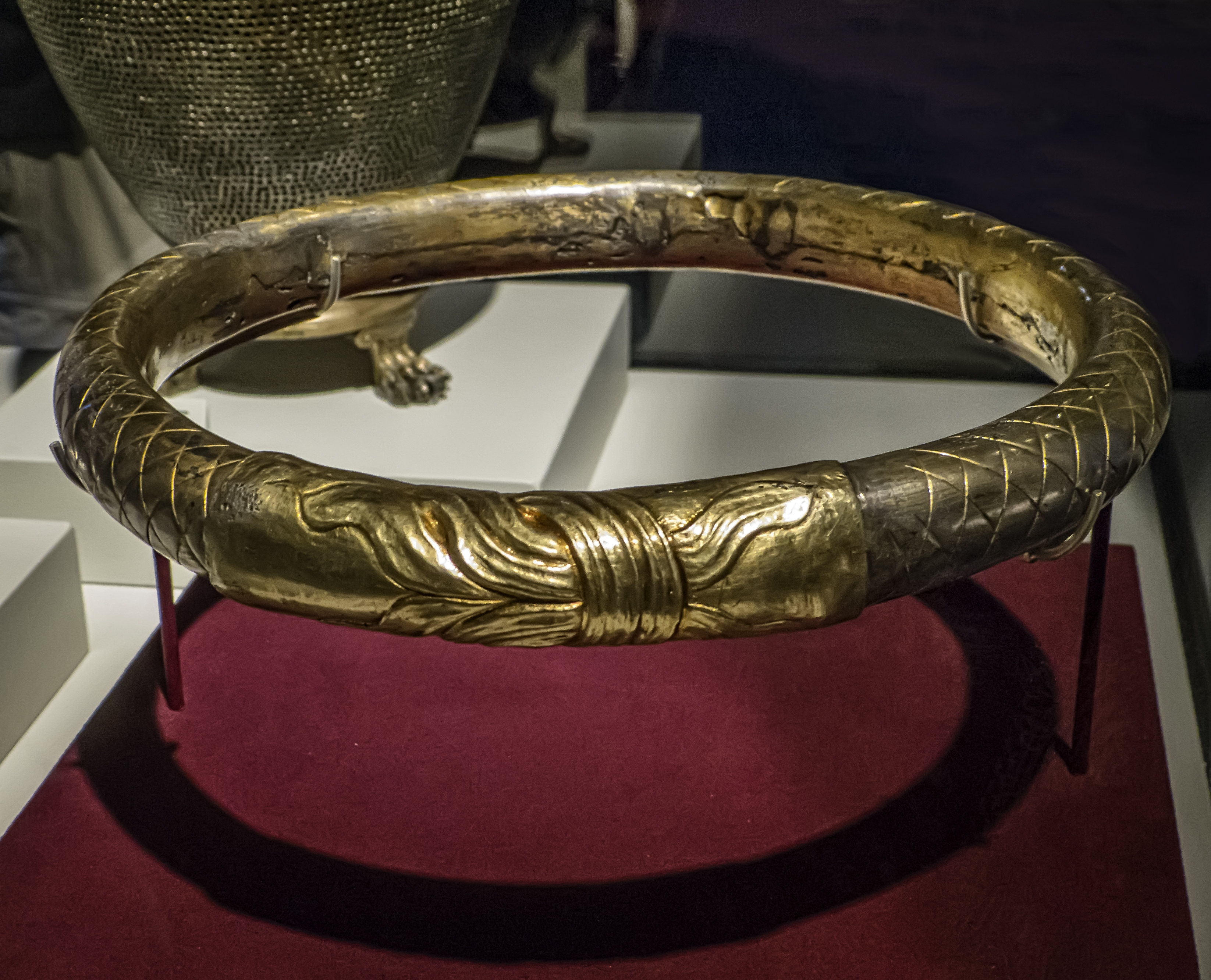
Diadème en argent et or de Philippe II avec nœud d'Héraclès
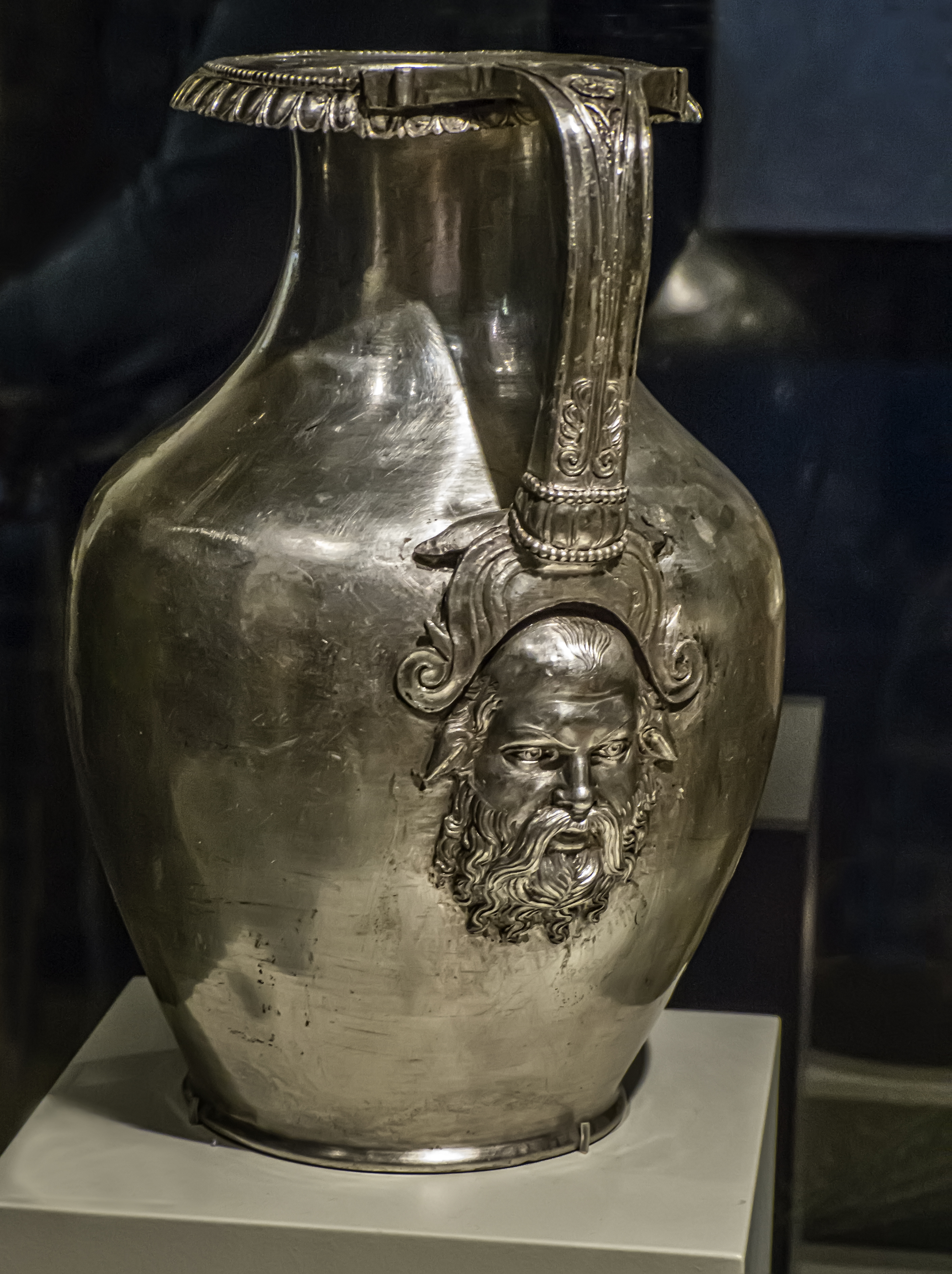
Oinochoé en argent avec relief de Silène
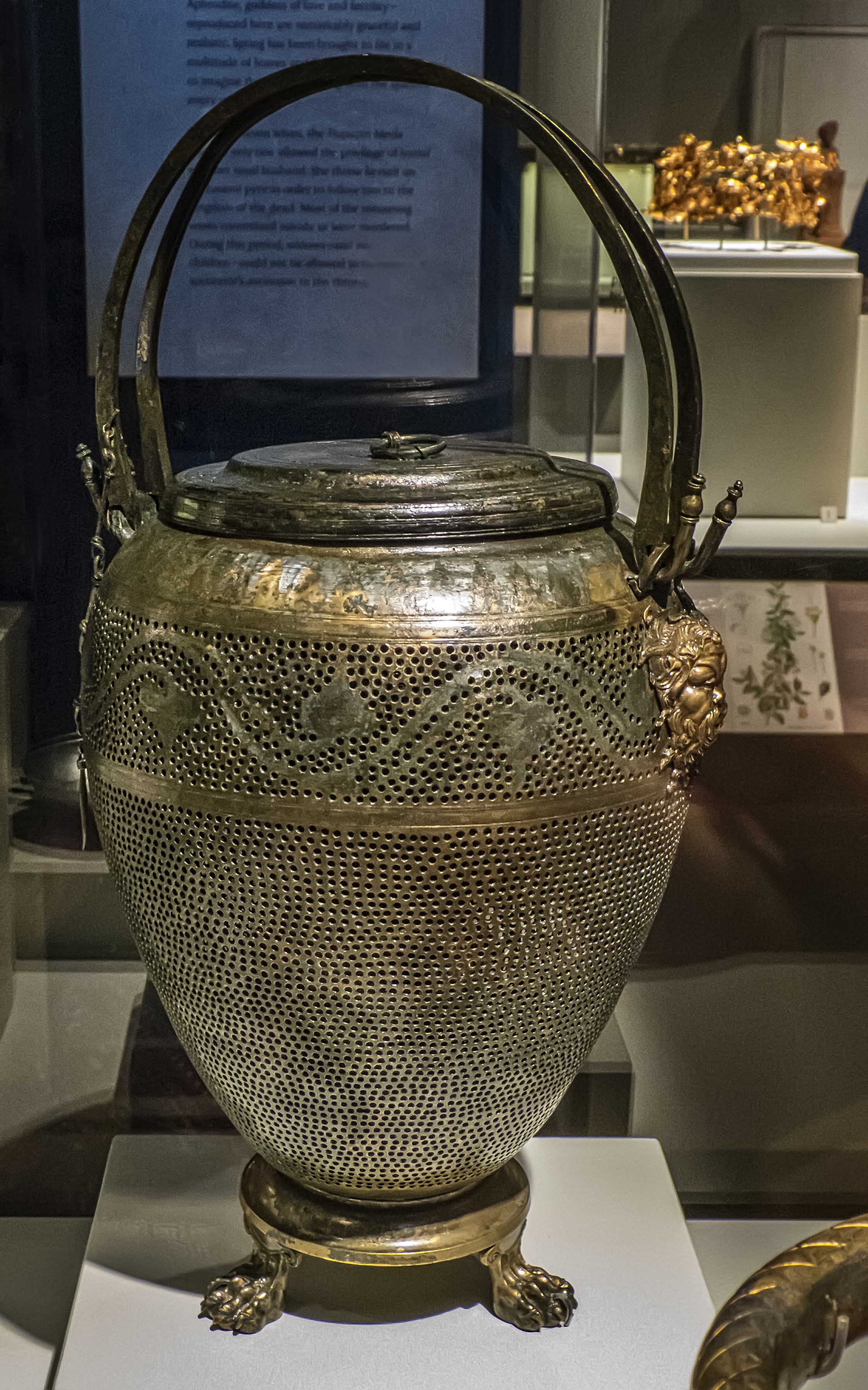
Lanterne en bronze à relief de Pan
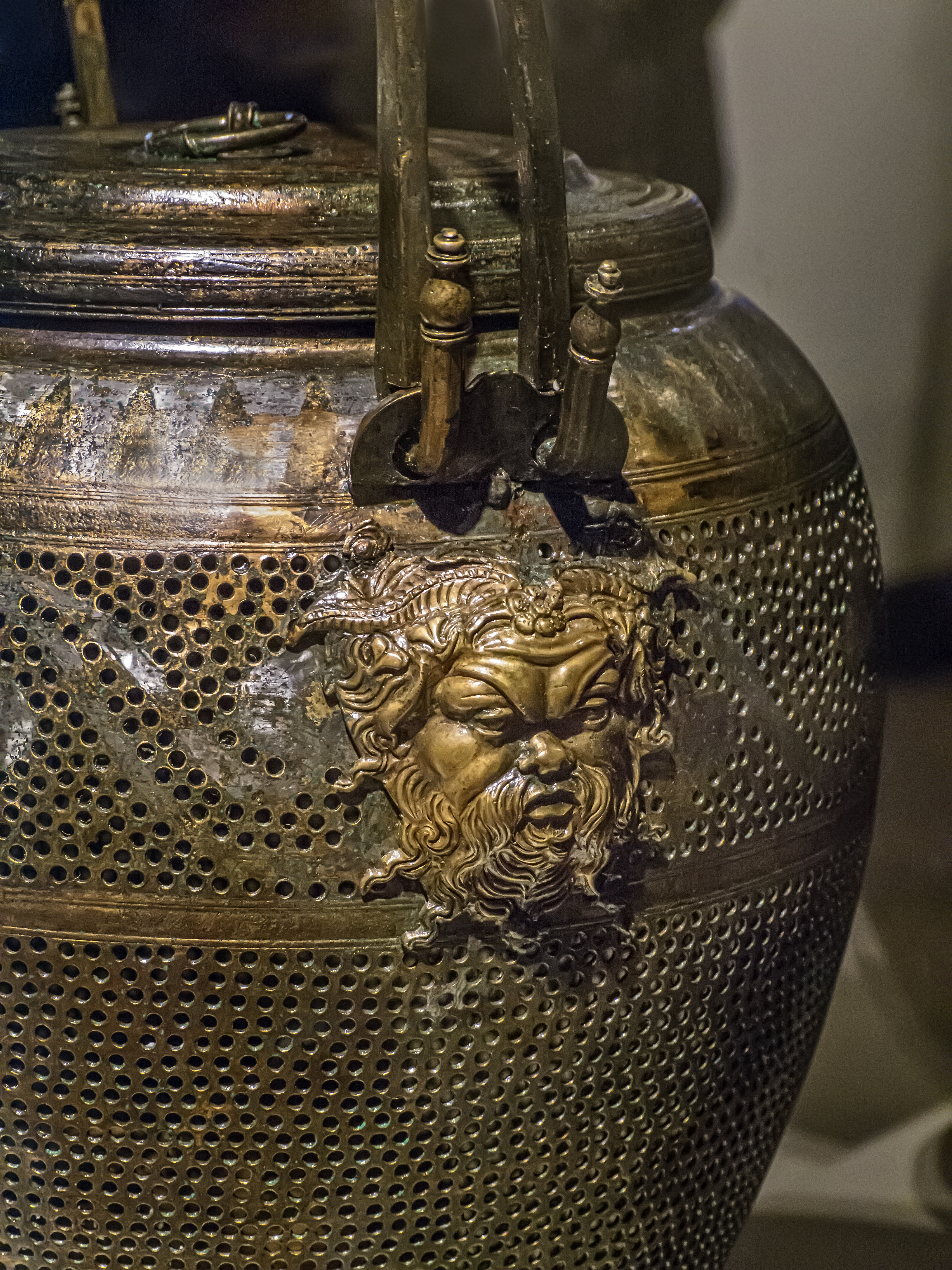
Gros plan du relief Pan sur lanterne en bronze
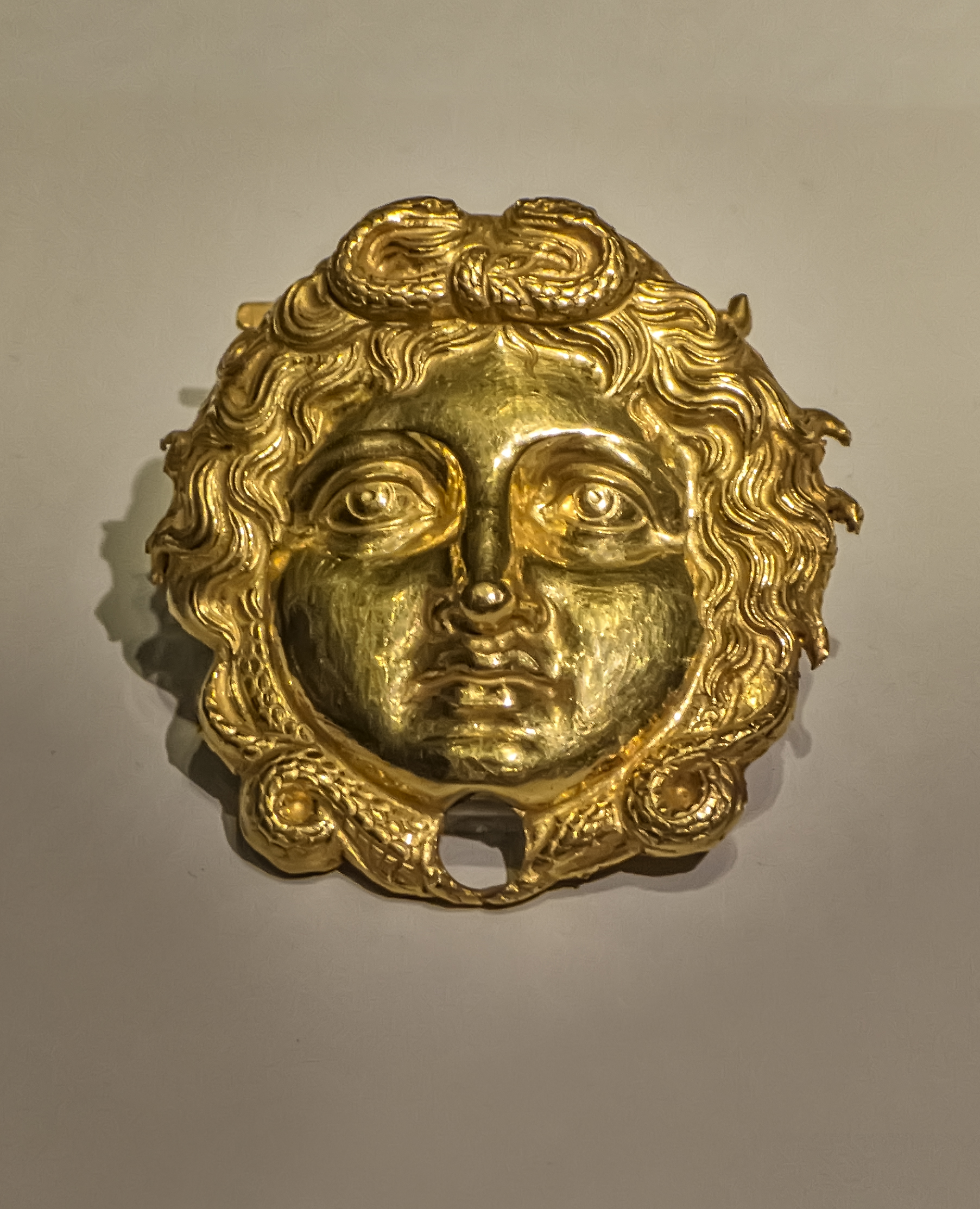
Tête de Gorgone en or de la cuirasse (plastron) de Philippe II
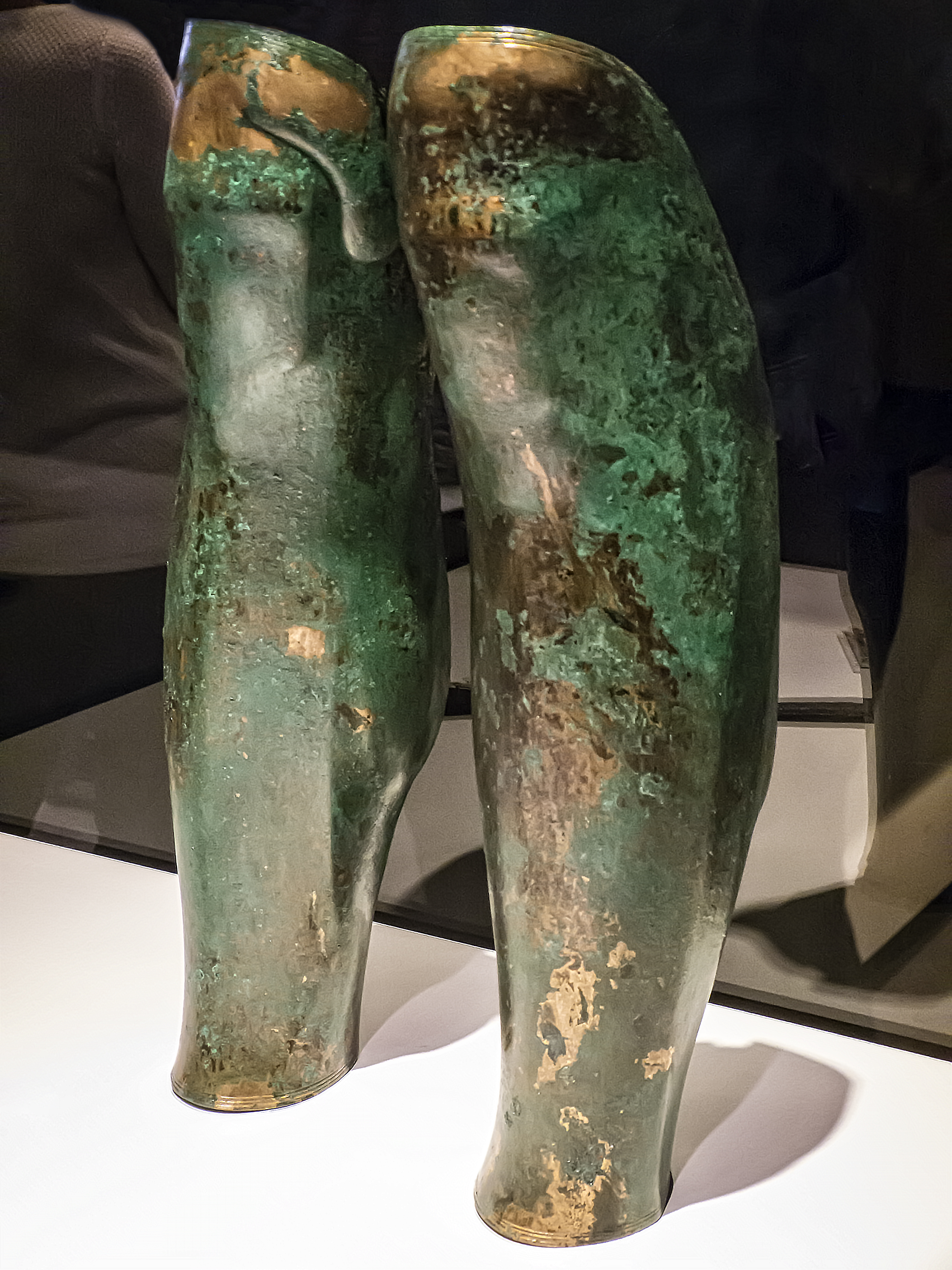
Jambières de bronze de Philippe II

Parmi les objets trouvés dans la tombe de Philippe II, on trouve un larnax en or portant sur son couvercle le soleil de Vergina à seize rayons. La tombe contient également les ossements du roi, une couronne funéraire en or, un diadème en argent et en or avec un nœud d'Héraclès, des récipients en argent et en bronze provenant de la fête funéraire et des ornements en ivoire sculptés provenant de la couche funéraire. Des armures et des crevasses en or, dont une adaptée à la jambe de Philippe déformée par une fracture du tibia mal soignée, des boucliers incrustés d'ivoire, des armes, des reliefs en ivoire, des bijoux et des figurines votives en terre cuite ont également été trouvés. Des objets similaires trouvés dans les autres tombes, notamment les bijoux et les parures corporelles de la Dame d'Aigai du IXe siècle av. J.-C., sont également présentés. Beaucoup de ces objets, qui étaient initialement exposés au musée archéologique de Thessalonique, sont maintenant exposés dans ce musée.

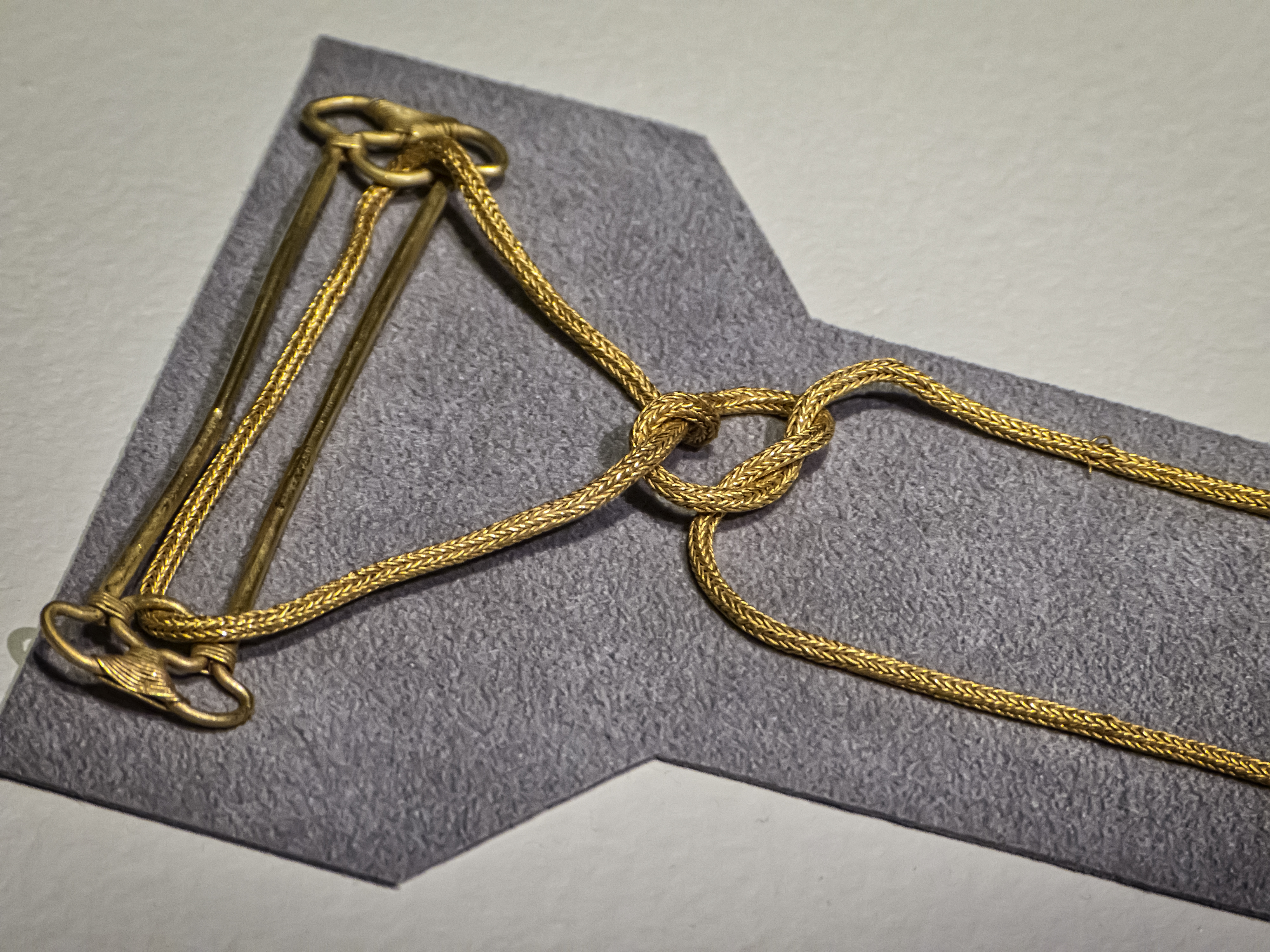
Fibule en or à deux broches avec chaîne nouée par un nœud d'Héraclès
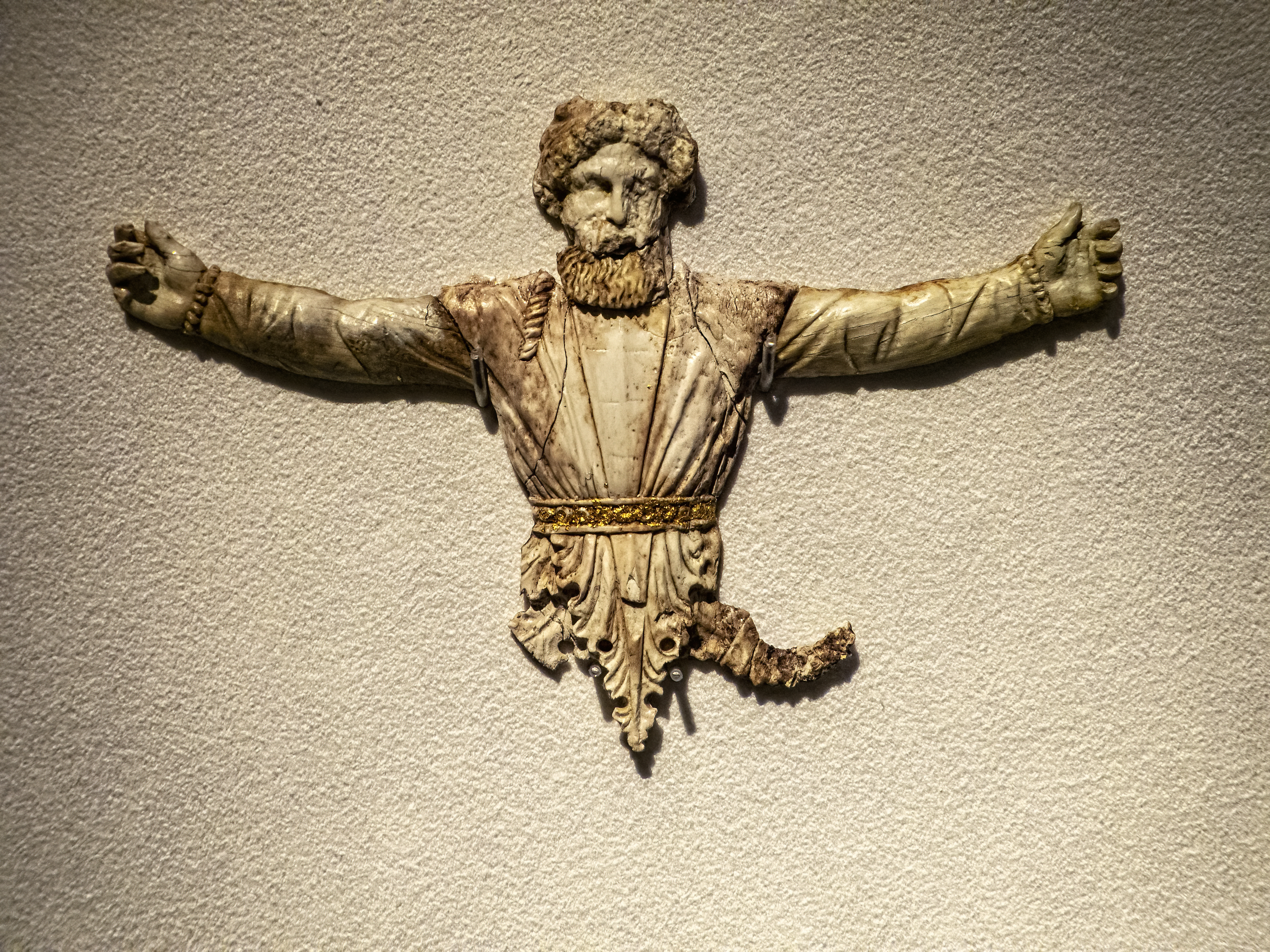
Miniature en or et ivoire du tombeau d'Alexandre IV, Sabazios
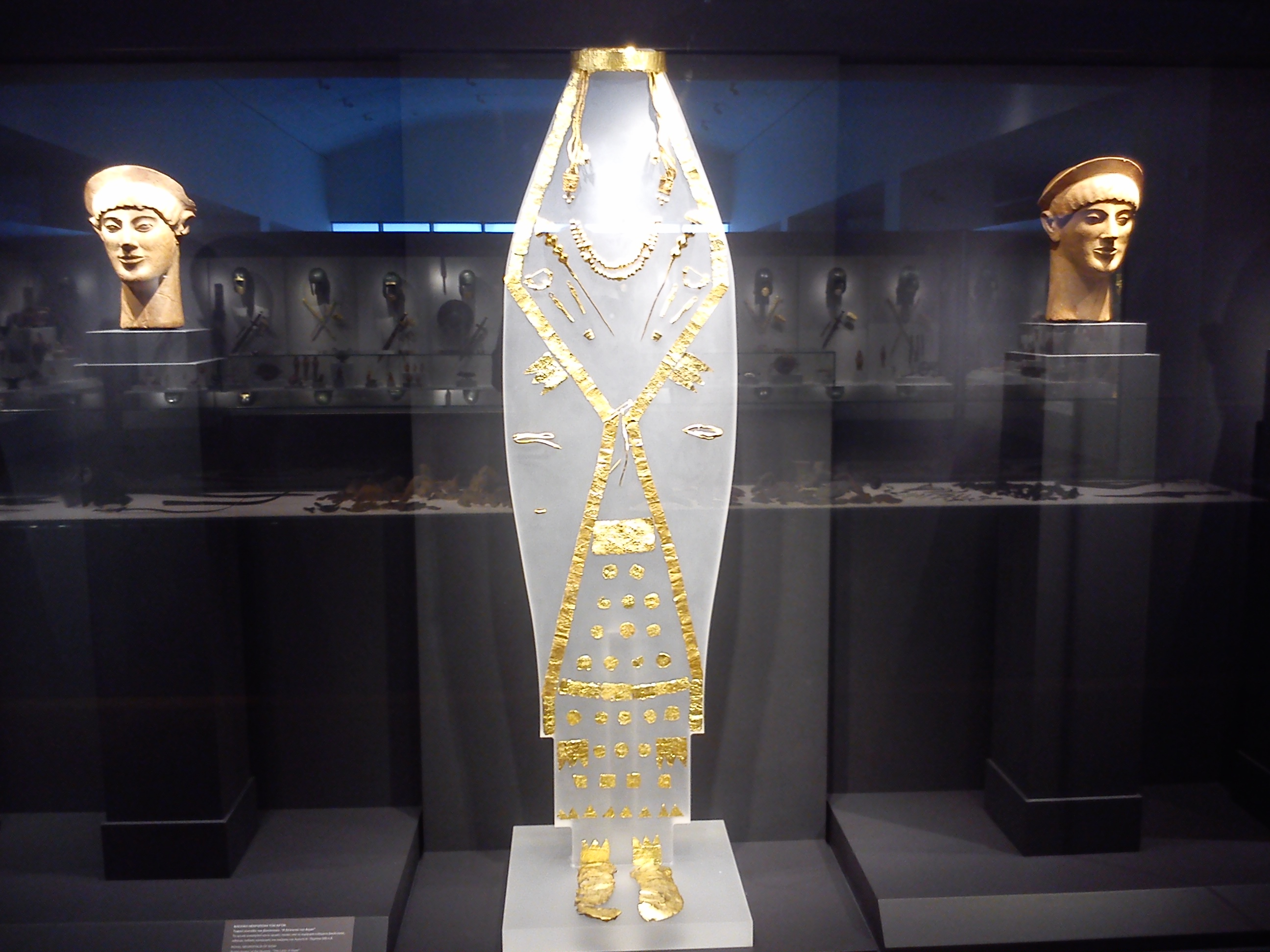
Bijoux en or et ornements de vêtements d'une reine macédonienne à Aigai
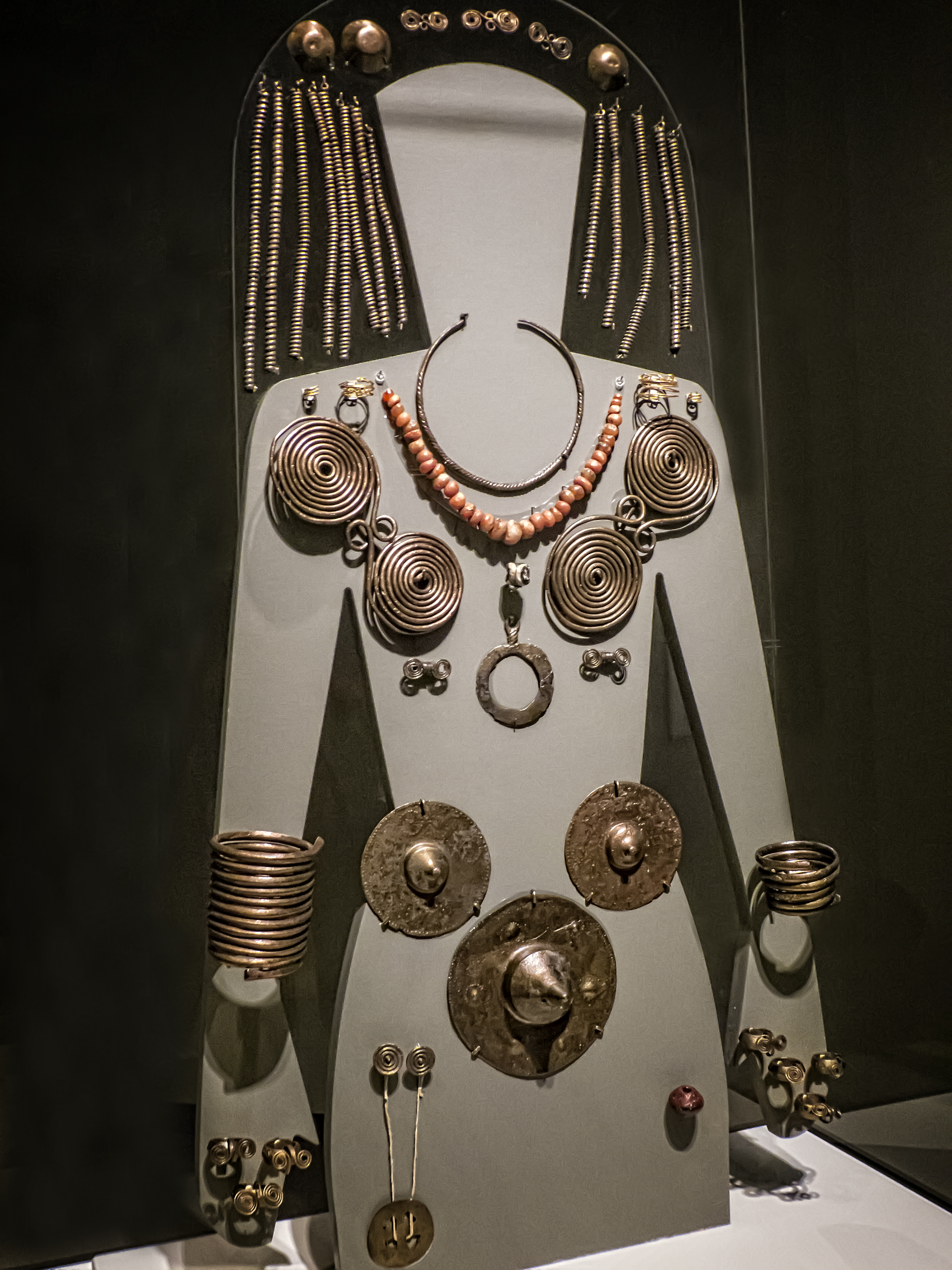
Objets funéraires de la « Dame d'Aigai » du IXe siècle avant notre ère
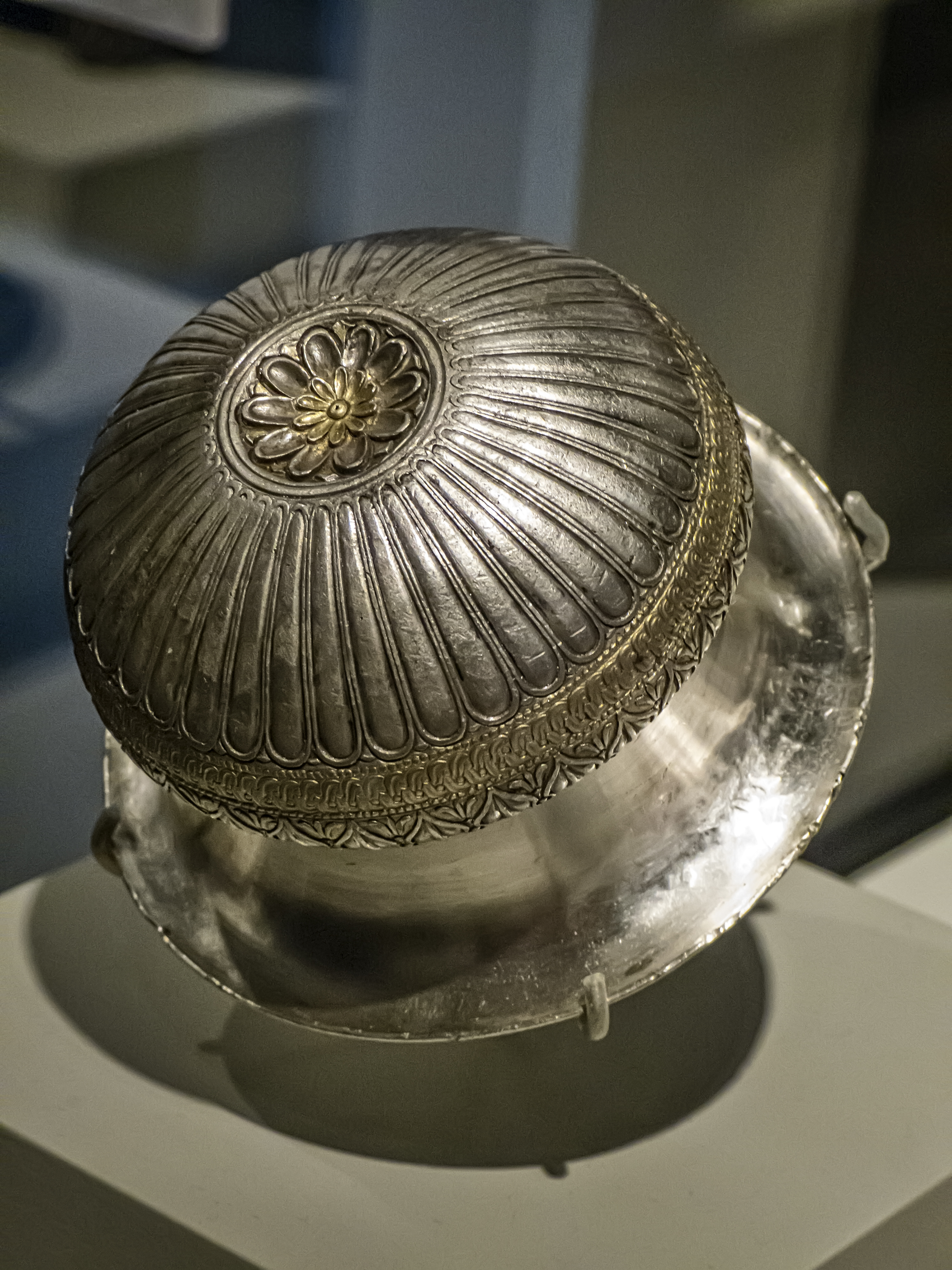
Coupe en argent du tombeau de Philippe II
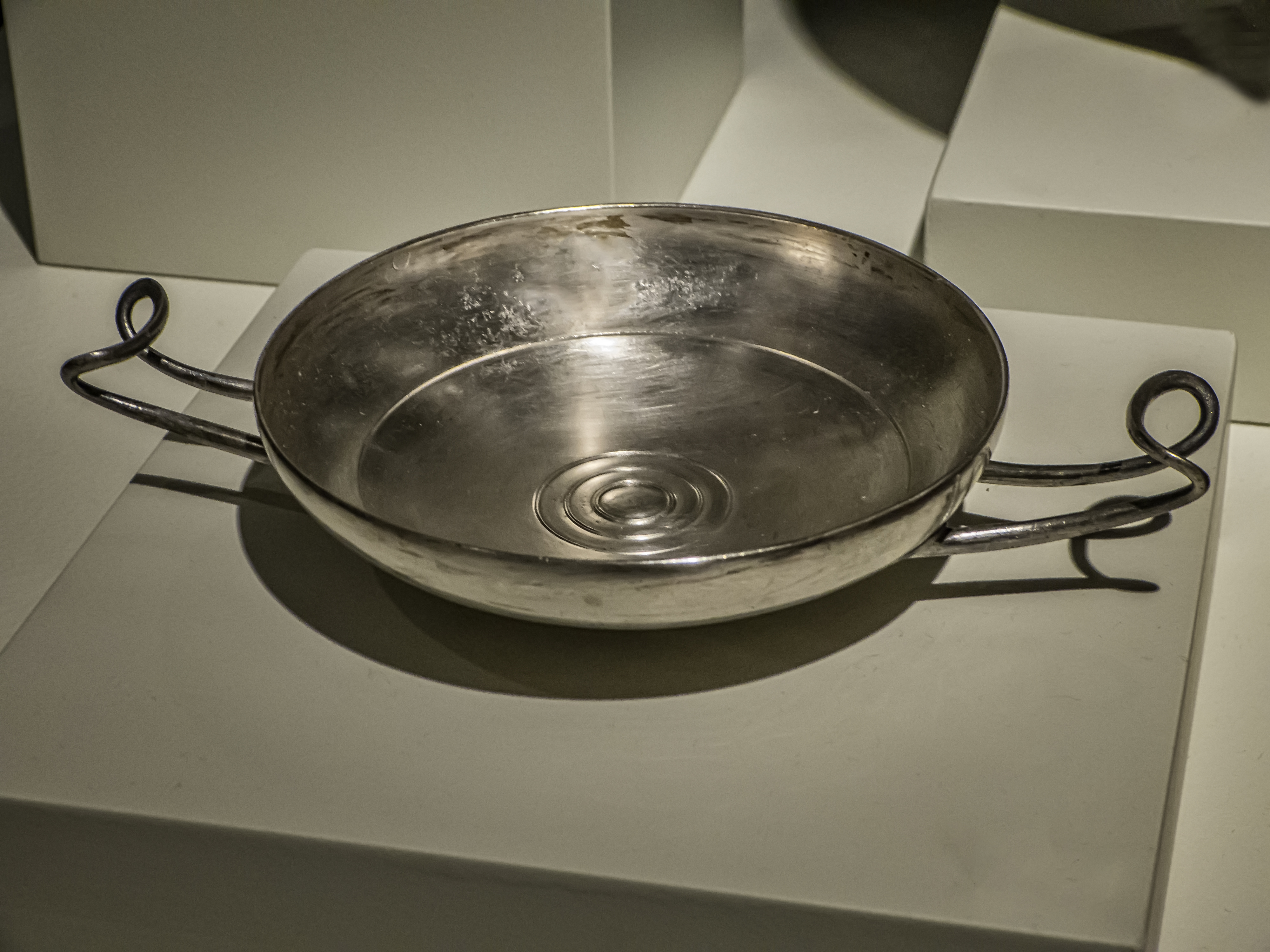
Kylix en argent du tombeau de Philippe II
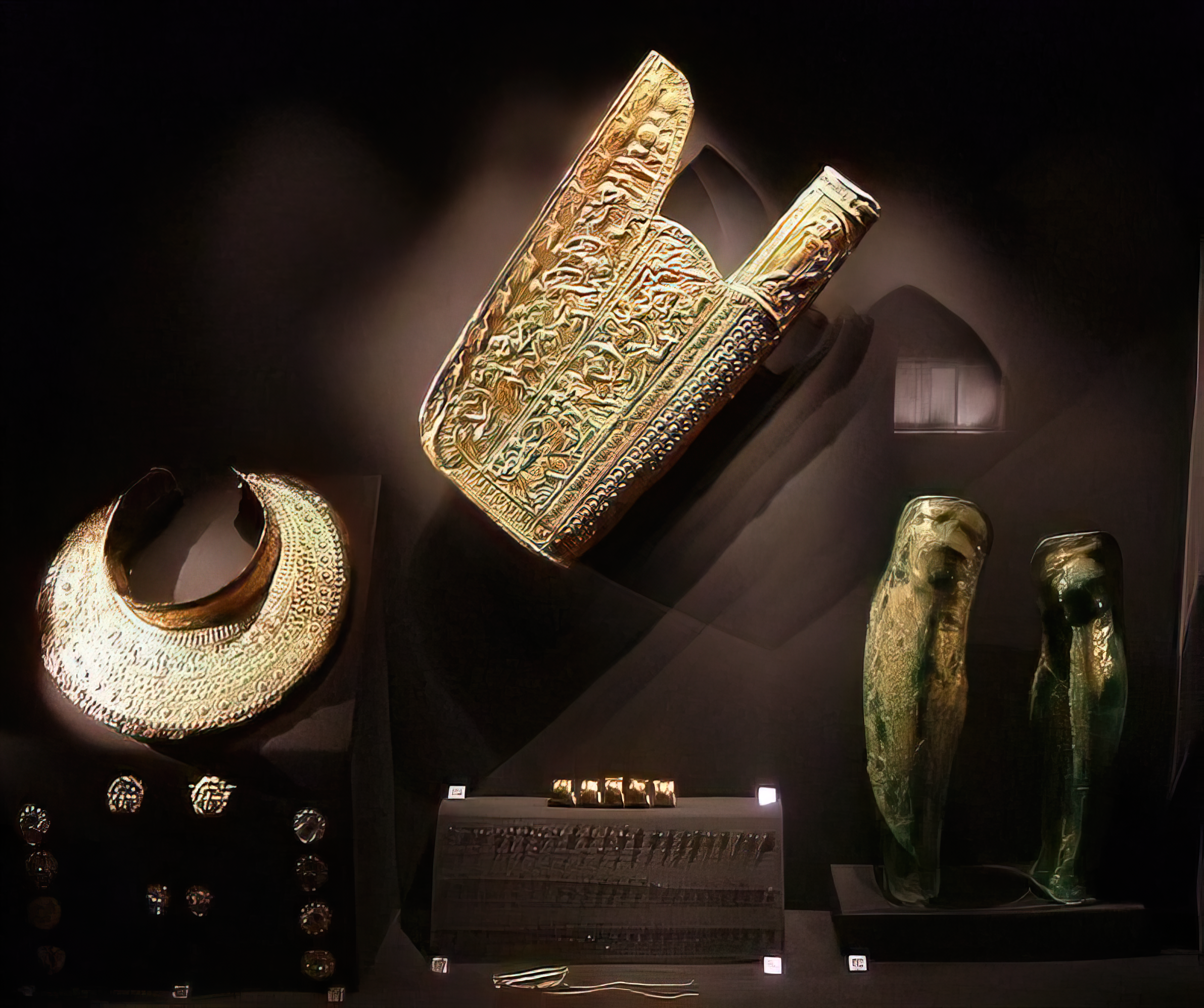
Gorytos en or (combinaison de carquois et d'étui à arc), protège-tibias et armure de cou de la reine Méda d'Odessos, sixième épouse de Philippe II

Le musée des Tombes royales est intégré au musée polycentrique d'Aigai depuis l'inauguration de ce dernier le 19 décembre 2022. Le nouveau bâtiment central, situé à environ un kilomètre au nord-ouest du musée des Tombes royales, comprend le musée virtuel, Alexandre le Grand, d'Aigai au monde, des espaces d'exposition temporaire, l'étage supérieur restauré de la façade du palais de Philippe II, ainsi qu'une maquette de l'ensemble du site archéologique installée dans le hall d'entrée principal.